# 小鳍尾灯鱼
小鳍尾灯鱼（学名：Triphoturus micropterus）为灯笼鱼科尾灯鱼属的鱼类。分布于印度洋、西太平洋、大西洋以及南海等海域，垂直分布约1000-0米。